# Klangspuren
Klangspuren, auch Klangspuren Schwaz, ist ein jährlich im September stattfindendes, mehrwöchiges Festival für zeitgenössische, avantgardistische Musik, das 1994 in Schwaz in Tirol von Thomas Larcher, Anton Hütter und Maria-Luise Mayr gegründet wurde, um der zeitgenössischen Musik in Tirol eine Plattform zu geben. Seither sind über 200 neue Orchester- und Ensemblewerke im Auftrag der Klangspuren entstanden.
Ein Schwerpunkt des Festivals ist der Versuch, etwa durch Vermittlungsprojekte für verschiedene Altersstufen neue Publikumsschichten zu erschließen. Dabei wird auch mit ungewöhnlichen Werbemethoden und Aufführungsorten wie zum Beispiel Supermärkten und Fabriks- oder Tennishallen gearbeitet.
Künstler, die Werke für Klangspuren Schwaz komponierten oder im Rahmen des Festivals auftraten, sind unter anderem Georg Friedrich Haas, Helmut Lachenmann, György Kurtág, Johannes Maria Staud, Olga Neuwirth,  Beat Furrer, Martin Mumelter, Christian Marclay und Pierre-Laurent Aimard. Auf dem Festival traten Ensembles wie das Ensemble Modern, das Klangforum Wien, das Ensemble intercontemporain oder The Next Step auf.
2003 übernahm der Südtiroler Pianist Peter Paul Kainrath die künstlerische Leitung des Festivals von Thomas Larcher. 2013 folgte ihm der deutsche Musikkurator Matthias Osterwold nach, ab 2019 übernahm der österreichische Musikkurator und Journalist Reinhard Kager die künstlerischer Leitung.  Ab 2022 leiten Clara Iannotta, die in Berlin lebt und seit 2013 die „Bludenzer Tage zeitgemäßer Musik“ (BTzM) verantwortet, und Christof Dienz gemeinsam die Schwazer „Klangspuren“. Mit 2023 hat Christof Dienz die alleinige Verantwortung für das künstlerische Programm übernommen.